# Toivo Hyytiäinen
Pour les articles homonymes, voir Hyytiäinen.
Toivo Armas Hyytiäinen  (né le 12 novembre 1925 à Saarijärvi et mort le 21 octobre 1978 dans cette même ville) est un athlète finlandais, spécialiste du lancer du javelot.

## Carrière
Il remporte les Championnats d'Europe 1950 de Bruxelles avec un lancer à 71,26 m, devant les Suédois Per-Arne Berglund et Ragnar Ericzon.
Il monte sur la troisième marche du podium des Jeux olympiques de 1956 (71,89 m), s'inclinant finalement face aux deux Américains Cyrus Young et William Miller.

### Palmarès
| Date | Compétition           | Lieu      | Résultat | Marque  |
| ---- | --------------------- | --------- | -------- | ------- |
| 1950 | Championnats d'Europe | Bruxelles | 1er      | 71,26 m |
| 1952 | Jeux olympiques       | Helsinki  | 3e       | 71,89 m |

### Records
| Épreuve           | Performance | Lieu | Date |
| ----------------- | ----------- | ---- | ---- |
| Lancer du javelot | 78,98 m     |      | 1954 |